# Acanthastrea bowerbanki
Acanthastrea bowerbanki är en korallart som beskrevs av Milne Edwards och Jules Haime 1857. Acanthastrea bowerbanki ingår i släktet Acanthastrea och familjen Mussidae. IUCN kategoriserar arten globalt som sårbar. Inga underarter finns listade i Catalogue of Life.